# Daniel Oduber Quirós
Daniel Oduber Quirós (San José, 25 d'agost de 1921 — Escazú, 13 d'octubre de 1991) va ser un polític costa-riqueny, president de Costa Rica de 1974 a 1978, advocat, filòsof, poeta i assagista.